# Кривокрасов Сергій Володимирович
Сергій Кривокрасов (рос. Сергей Кривокрасов, нар. 15 квітня 1974, Ангарськ) — російський хокеїст, що грав на позиції крайнього нападника. Грав за збірну команду Росії.

## Ігрова кар'єра
Кривокрасов розпочав хокейну кар'єру у 17-річному в складі легендарного клубу ЦСКА (Москва), в сезоні 1991/92 років відзначився 10 голами. Також був одним з ключових гравців російської збірної, яка виграла молодіжний Чемпіонат світу 1992 року. Вражені його працездатністю та гольовим чуттям «Чикаго Блекгокс» запросили його під 12-им загальним номером до першого раунду Драфту НХЛ 1992 року.
Кривокрасов одразу ж підписав контракт з «Чикаго» й був відданий в оренду до «Індіанаполіс Айс», фарм-клубу чиказців в ІХЛ, на сезон 1992/93 років, де він, будучи новачком, відзначився 36 голами та набрав 69 очок за системою гол+пас, після цього повернувся до «Чикаго», де зіграв 4 поєдинки. У сезоні 1993/94 років продовжував, в основному, виступати в «Індіанаполісі», й хоча його результативність, у порівнянні з минулим сезоном значно впала, тим не менше Сергій зіграв 9 матчів у футболці «Чикаго» та відзначився дебютним голом у НХЛ.
Під час Локауту в НХЛ сезону 1994/95 років продовжував виступати в «Індіанаполісі», але після завершення бойкоту в січні був одразу ж повернений до «Чикаго» й протягом решти сезону отримував регулярну ігрову практику. Дебютний сезон у НХЛ став одним з найкращим у його кар'єрі, в ньому він відзначився 12 голами та 7 асистами й набрав 19 очок у 41 матчі. 12 голів вивели Сергія на 6-те місце серед гравців «Гокс» та на 8-ме місце серед усіх новачків НХЛ.
Проте, після дебютного сезону, решта частини кар'єри Кривокрасова в Чикаго була неоднозначною. Він був відданий в короткотермінову оренду до «Індіанаполіса» після провальної другої частини сезону в «Чикаго», за підсумками якого він відзначився лише 6 голами в 46 матчах. Однак Сергій відзначився найважливішим голом за період своїх виступів у НХЛ, допомігши відсвяткувати перемогу в овертаймі 4-ї гри другого раунду серії плей-оф проти «Колорадо Аваланч». У сезоні 1996/97 років справи у гравця пішли краще, він відзначився 13 голами та 24 набраними очками, але навіть ці показники були слабшими, ніж його перспективний дебютний сезон. Влітку 1998 року, після 10 голів у сезоні 1997/98 років, він був проданий до «Нашвілл Предаторс».
У своєму першому сезоні в складі «Нашвілл Предаторс» Кривокрасов отримав більше ігрової практики, внаслідок чого зумів провести найкращий сезон у своїй кар'єрі. З 25 голами йому практично вдалося здійснити дабл, завдяки чому він отримав виклик на участь у 49 матчі Усіх зірок НХЛ (1999 рік). У цьому сезоні він також мав можливість представляти Росію на Зимових Олімпійських іграх 1998 року, де він допоміг своїй збірній завоювати срібну медаль.
Утім його успіх у «Нашвіллі» тривав не дуже довго. У сезоні 1999/00 років його нестабільні виступи знову нагадали про себе, тому Сергій втратив своє місце попереду в стартовому складі, в якому його замінив Патрік Челльберг. Зігравши 63 матчі, в яких відзначився всього 9 голами та 26 набраними очками, він був проданий у «Калгарі Флеймс» в обмін на Кайла Халсе під час дедлайну трансферного вікна НХЛ. У «Калгарі» Сергій стартував прекрасно й у стартових 12 матчах відзначився 1 голом та 10 набраними очками, а за підсумком цього ж року відзначився 10 голами та 27 асистами (рекорд кар'єри) та 37 набраними очками. Тим не менш, Калгарі вирішив виставити його в Розширений драфт НХЛ 2000 року, де він був викуплений «Міннесота Вайлд». 
Керівництво «Міннесоти» сподівалося, що Кривокрасов зможе повторити свою продуктивну роботу, яку він демонстрував у складі «Хижаків» протягом двох років до початку свого останнього сезону в цій команді, але Сергій так і не зміг вписатися в систему захисної ланки, яку будував головний тренер Жак Лемер. Він завершив сезон 2000/01 років з лише 7 голами та 22 набраними очками в 54 матчах, найгірший показник у кар'єрі Сергія з 1996 року. У сезоні 2001/02 років зіграв 9 матчів, після чого був проданий до «Майті Дакс оф Анагайм» напередодні 7-го драфт-туру. В «Анагаймі» йому також не щастило, у 17 матчах Кривокрасов відзначився усього 1 голом, перш ніж вперше за останні 6 років його відрахували з команди. 
Після невдалої кар'єри в НХЛ Кривокрасов повернувся в сезоні 2002/03 років до Росії, підписавши контракт з клубом «Амур» (Хабаровськ). Він провів вдалий сезон, зігравши в 51 матчі, в яких відзначився 16 голами та 18 асистами. Наприкінці сезону 2003/04 років перейшов до «Авангарду» (Омськ), одного з найсильніших клубів Першості Російської Хокейної ліги, і допоміг команді у 2004 році здобути чемпіонство. Проте не обійшлося й без скандалів, так він був центральною фігурою в Кривокрасовському інциденті в півфіналі, під час якого замінив свою ключку на аналогічний предмет забороненого типу перед завершенням поєдинку.
У період з 2004 по 2008 роки Кривокрасов кочував по різних клубах Російської ліги (протягом цього періоду змінив їх аж 5 разів), зокрема у сезоні 2005/06 років знову захищав кольори московського ЦСКА. Після двох сезонів, проведених у «Металурзі» (Новокузнецьк), у 2008 році завершив кар'єру гравця. Після цього деякий час проживав у Денвері.
Загалом провів 471 матч у НХЛ, включаючи 21 гру плей-оф Кубка Стенлі. У Російському чемпіонаті зіграв 375 матчів, в яких відзначився 93 голами та 82 асистами, набравши 175 очок.

## Кар'єра в збірній
Виступав за збірну Росії.

## Тренерська кар'єра
У сезоні 2009/10 років був помічником головного тренера ангарського «Єрмака», з серпня по грудень 2010 року був головним тренером «Єрмака».

## Особисте життя
Дружина Наталія, діти Вікторія і Микита.

## Статистика

### Клубні виступи
| Сезон        | Клуб                      | Ліга         | Регулярний сезон | Регулярний сезон | Регулярний сезон | Регулярний сезон | Регулярний сезон | Плей-оф | Плей-оф | Плей-оф | Плей-оф | Плей-оф |
| Сезон        | Клуб                      | Ліга         | І                | Г                | П                | О                | ШХ               | І       | Г       | П       | О       | ШХ      |
| ------------ | ------------------------- | ------------ | ---------------- | ---------------- | ---------------- | ---------------- | ---------------- | ------- | ------- | ------- | ------- | ------- |
| 1990—1991    | ЦСКА (Москва)             | СРСР         | 41               | 4                | 0                | 4                | 8                | —       | —       | —       | —       | —       |
| 1991—1992    | ЦСКА (Москва)             | СНД          | 36               | 10               | 8                | 18               | 10               | 6       | 0       | 0       | 0       | 25      |
| 1992—1993    | «Чикаго Блекгокс»         | НХЛ          | 4                | 0                | 0                | 0                | 0                | —       | —       | —       | —       | —       |
| 1992—1993    | «Індіанаполіс Айс»        | ІХЛ          | 78               | 36               | 33               | 69               | 157              | 5       | 3       | 1       | 4       | 2       |
| 1993—1994    | «Чикаго Блекгокс»         | НХЛ          | 9                | 1                | 0                | 1                | 4                | —       | —       | —       | —       | —       |
| 1993—1994    | «Індіанаполіс Айс»        | ІХЛ          | 53               | 19               | 26               | 45               | 145              | —       | —       | —       | —       | —       |
| 1994—1995    | «Індіанаполіс Айс»        | ІХЛ          | 29               | 12               | 15               | 27               | 41               | —       | —       | —       | —       | —       |
| 1994—1995    | «Чикаго Блекгокс»         | НХЛ          | 41               | 12               | 7                | 19               | 33               | 10      | 0       | 0       | 0       | 8       |
| 1995—1996    | «Індіанаполіс Айс»        | ІХЛ          | 9                | 4                | 5                | 9                | 28               | —       | —       | —       | —       | —       |
| 1995—1996    | «Чикаго Блекгокс»         | НХЛ          | 46               | 6                | 10               | 16               | 32               | 5       | 1       | 0       | 1       | 2       |
| 1996—1997    | «Чикаго Блекгокс»         | НХЛ          | 67               | 13               | 11               | 24               | 42               | 6       | 1       | 0       | 1       | 4       |
| 1997—1998    | «Чикаго Блекгокс»         | НХЛ          | 58               | 10               | 13               | 23               | 33               | —       | —       | —       | —       | —       |
| 1998—1999    | «Нашвілл Предаторс»       | НХЛ          | 70               | 25               | 23               | 48               | 42               | —       | —       | —       | —       | —       |
| 1999—2000    | «Нашвілл Предаторс»       | НХЛ          | 63               | 9                | 17               | 26               | 40               | —       | —       | —       | —       | —       |
| 1999—2000    | «Калгарі Флеймс»          | НХЛ          | 12               | 1                | 10               | 11               | 4                | —       | —       | —       | —       | —       |
| 2000—2001    | «Міннесота Вайлд»         | НХЛ          | 54               | 7                | 15               | 22               | 20               | —       | —       | —       | —       | —       |
| 2001—2002    | «Міннесота Вайлд»         | НХЛ          | 9                | 1                | 1                | 2                | 17               | —       | —       | —       | —       | —       |
| 2001—2002    | «Майті Дакс оф Анагайм»   | НХЛ          | 17               | 1                | 2                | 3                | 19               | —       | —       | —       | —       | —       |
| 2001—2002    | «Цинциннаті Майті Дакс»   | АХЛ          | 15               | 3                | 5                | 8                | 27               | 1       | 0       | 0       | 0       | 2       |
| 2002—2003    | «Амур»                    | Росія        | 51               | 16               | 18               | 34               | 87               | —       | —       | —       | —       | —       |
| 2003—2004    | «Амур»                    | Росія        | 39               | 14               | 14               | 28               | 161              | —       | —       | —       | —       | —       |
| 2003—2004    | «Авангард» (Омськ)        | Росія        | 12               | 1                | 3                | 4                | 12               | 11      | 3       | 0       | 3       | 36      |
| 2004—2005    | «Авангард» (Омськ)        | Росія        | 17               | 3                | 4                | 7                | 32               | —       | —       | —       | —       | —       |
| 2004—2005    | «Сєвєрсталь»              | Росія        | 26               | 7                | 10               | 17               | 42               | —       | —       | —       | —       | —       |
| 2005—2006    | ЦСКА (Москва)             | Росія        | 50               | 15               | 5                | 20               | 102              | 7       | 1       | 1       | 2       | 18      |
| 2006—2007    | «Динамо» (Москва)         | Росія        | 18               | 2                | 2                | 4                | 28               | —       | —       | —       | —       | —       |
| 2006—2007    | «Металург» (Новокузнецьк) | Росія        | 22               | 7                | 5                | 12               | 28               | 1       | 0       | 0       | 0       | 0       |
| 2007—2008    | «Металург» (Новокузнецьк) | Росія        | 57               | 14               | 14               | 28               | 103              | —       | —       | —       | —       | —       |
| Усього в НХЛ | Усього в НХЛ              | Усього в НХЛ | 450              | 86               | 109              | 195              | 288              | 21      | 2       | 0       | 2       | 14      |

### Збірна
| Рік  | Команда | Турнір | Місце |   | І | Г | П | О  | ШХ |
| ---- | ------- | ------ | ----- | - | - | - | - | -- | -- |
| 1992 | СНД     | МЧС    | 1     | 7 | 3 | 3 | 6 | 22 |    |
| 1998 | Росія   | ОІ     | 2     | 6 | 0 | 0 | 0 | 4  |    |